# Stefan Müller (Politiker, 1975)

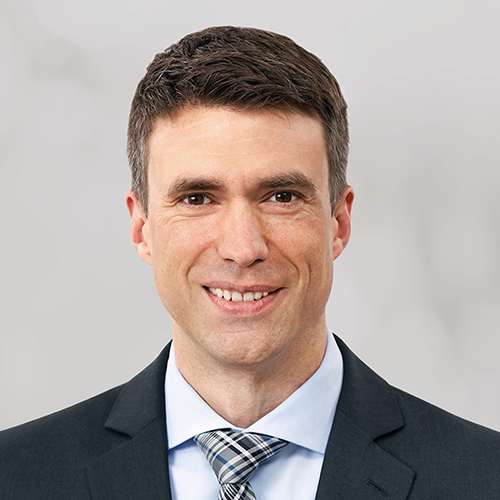
Stefan Müller (2017)

Stefan Müller (* 3. September 1975 in Neustadt an der Aisch) ist ein deutscher Politiker (CSU). Von 2002 bis 2024 war Müller Mitglied des Deutschen Bundestages. Von Oktober 2009 bis Dezember 2013 und von Oktober 2017 bis März 2024 war er parlamentarischer Geschäftsführer der CSU-Landesgruppe im Deutschen Bundestag. Von 2013 bis 2018 war er Parlamentarischer Staatssekretär im Bundesministerium für Bildung und Forschung. Seit dem 1. August 2024 ist er Vorstandsvorsitzender und Präsident des Genossenschaftsverband Bayern e. V.

## Leben

### Ausbildung und Beruf
Nach der Mittleren Reife 1992 an der Staatlichen Realschule Herzogenaurach absolvierte Müller bis 1995 eine Ausbildung zum Bankkaufmann bei der Dresdner Bank in Erlangen. Anschließend leistete er seinen Wehrdienst ab und kehrte 1996 als Kundenberater zur Dresdner Bank zurück. Eine berufsbegleitende Weiterbildung an der Bankakademie beendete Müller 1998 mit der Berufsbezeichnung Bankfachwirt (IHK). Von 1997 bis 2002 war er bei der Raiffeisenbank Seebachgrund eG – der heutigen Raiffeisenbank DreiFranken eG –, zuletzt als Privatkundenbetreuer, tätig.
Müller wurde zum 1. Juni 2024 zunächst Generalbevollmächtigter und zum 1. August 2024 Vorstandsvorsitzender und Verbandspräsident des Genossenschaftsverbands Bayern.
Seit 2025 leitet er zudem gemeinsam mit Eckhardt Rehberg und Stephan Weil die „Expertenkommission für die Modernisierung der Schuldenregel“ der Bundesregierung.

### Parteilaufbahn
Müller trat als Schüler 1990 in die Junge Union (JU) und 1991 auch in die CSU ein. Er war von 1992 bis 1995 Bezirksvorsitzender der Schüler Union in Mittelfranken und von 1995 bis 2002 Vorsitzender des JU-Kreisverbandes Erlangen-Höchstadt. Von Juli 2003 bis November 2007 war er stellvertretender Landesvorsitzender der JU Bayern. Auf der Landesversammlung am 24. November 2007 wurde er als Nachfolger Manfred Webers zum Landesvorsitzenden gewählt. 2009 wurde er in diesem Amt wiedergewählt. Er trat 2011 nicht mehr an – möglicherweise altersbedingt. Zudem gehört Müller seit 2006 der CSU-Grundsatzkommission und seit 2008 dem Präsidium der CSU an.

### Tätigkeit als Abgeordneter
Müller gehörte 1996 bis 2006 dem Gemeinderat der Gemeinde Großenseebach an, in dieser Funktion gehörte er von 1996 bis 2002 auch der Gemeinschaftsversammlung der Verwaltungsgemeinschaft Heßdorf an. Seit 2002 ist er Kreisrat des Landkreises Erlangen-Höchstadt.
Von 2002 bis 2024 war Müller Mitglied des Deutschen Bundestages. Hier war er von November 2005 bis März 2009 Obmann der CDU/CSU-Bundestagsfraktion im Ausschuss für Arbeit und Soziales und stellvertretender arbeits- und sozialpolitischer Fraktionssprecher. Von März bis Oktober 2009 war er bildungs- und forschungspolitischer Sprecher der CDU/CSU-Bundestagsfraktion.
Von Oktober 2009 bis Dezember 2013 und von Oktober 2017 bis März 2024 war Stefan Müller parlamentarischer Geschäftsführer der CSU-Landesgruppe im Deutschen Bundestag. Ferner war er Vorsitzender der Deutsch-Koreanischen Parlamentariergruppe.
Müller zog stets als direkt gewählter Abgeordneter des Wahlkreises Erlangen in den Bundestag ein. Bei der Bundestagswahl 2005 erreichte er hier 47,4 %, 2009 45,1 %, 2013 48,5 %, 2017 42,7 % und 2021 35,1 % der Erststimmen.
Die thematischen Schwerpunkte in seiner Funktion als Parlamentarischer Staatssekretär im Bundesministerium für Bildung und Forschung lagen in der Legislaturperiode 2013–2017 bei der beruflichen Bildung, Schlüsseltechnologien und Innovationsstrategien sowie Energie- und Klimaforschung. Müller war im 19. Deutschen Bundestag ordentliches Mitglied im Vermittlungsausschuss, im Gemeinsamen Ausschuss, sowie im Ältestenrat. Als stellvertretendes Mitglied gehört er dem Wahlausschuss, dem Sportausschuss, dem Finanzausschuss, sowie dem Ausschuss für Wahlprüfung, Immunität und Geschäftsordnung an.
Müller legte sein Bundestagsmandat im Zuge seines Amtsantritts beim Genossenschaftsverband Bayern am 31. Mai 2024 nieder. Für ihn gab es keinen Nachrücker, da sein Mandat als unausgeglichenes Überhangmandat nach § 48 Abs. 1 Satz 2 BWahlG a. F. verfiel.

### Weitere Mitgliedschaften
Müller ist Mitglied der Europa-Union Deutschland, die sich für ein föderales Europa und den europäischen Einigungsprozess einsetzt und des Kuratoriums der Stiftung Lesen. Er ist zudem im Kuratorium des Deutschen Institutes für Wirtschaftsforschung (DIW) und stellvertretender Stiftungsvorsitzender der Deutschen Stiftung Friedensforschung (DSF). Von 2017 bis 2022 war Müller ehrenamtliches Vorstandsmitglied im Verein "Gesellschaft zum Studium strukturpolitischer Fragen" und von November 2018 bis April 2019 Mitglied im Aufsichtsrat der Deutschen Bahn AG.

### Privates
Stefan Müller ist seit 2004 verheiratet und hat eine Tochter. In seiner Freizeit betreibt Müller Sport. Er nahm 2017 am Erlanger Triathlon auf der olympischen Distanz teil.

## Positionen
Als Landesvorsitzender der Jungen Union Bayern setzte sich Stefan Müller für Generationengerechtigkeit, Verjüngung der Politik und Steuerreform ein. Ein weiteres Anliegen ist eine Reform der sozialen Sicherungssysteme, insbesondere der Renten, um diese trotz der demografischen Veränderungen finanzierbar zu halten. Eine oft artikulierte Forderung ist der ausgeglichene Haushalt im Freistaat Bayern und im Bund bei gleichzeitiger Schuldenrückzahlung.

### Wissenschaft und Forschung
In der CDU/CSU-Bundestagsfraktion gilt Stefan Müller als Experte im Gebiet der Wissenschaft und Forschung. Die thematischen Schwerpunkte in seiner Funktion als Parlamentarischer Staatssekretär im Bundesministerium für Bildung und Forschung lagen in der Legislaturperiode 2013–2017 bei der beruflichen Bildung, Schlüsseltechnologien und Innovationsstrategien sowie Energie- und Klimaforschung.

### Arbeitsdienst für Arbeitslosengeld II-Empfänger
In einem am 14. Juni 2006 veröffentlichten Interview mit der Bild-Zeitung forderte Müller die Einführung eines Arbeitsdienstes für Arbeitslosengeld-II-Empfänger. Er äußerte: „Alle arbeitsfähigen Langzeitarbeitslosen müssen sich dann jeden Morgen bei einer Behörde zum ‚Gemeinschaftsdienst‘ melden und werden dort zu regelmäßiger, gemeinnütziger Arbeit eingeteilt – acht Stunden pro Tag, von Montag bis Freitag. Wer sich verweigert und nicht erscheint, muss mit empfindlichen finanziellen Einbußen rechnen.“ Zur Begründung führte er aus: „Die Langzeitarbeitslosen haben so nicht länger das Gefühl, überflüssig zu sein, gewöhnen sich wieder an regelmäßige Arbeit. Positiver Nebeneffekt: Sie können in dieser Zeit nicht schwarz arbeiten.“

### Mögliche Kooperation mit den Grünen
Müller gehörte zu den Politikern der CSU, die einer Zusammenarbeit mit den Grünen im Rahmen einer Koalition auf Bundesebene als Alternative zu einer Großen Koalition aufgeschlossen gegenüberstanden. 2023 wiederum sah er wenige bis keine Schnittmengen mit den Grünen.

### Vorratsdatenspeicherung
Müller unterstützt ausdrücklich die Vorratsdatenspeicherung. Im April 2011 forderte Müller, Sabine Leutheusser-Schnarrenberger müsse ihren Widerstand aufgeben und zurück an den Verhandlungstisch kommen, die von ihr vorgeschlagene Quick-Freeze-Lösung reiche nicht. Deutschland dürfe kein Vertragsverletzungsverfahren der EU riskieren, es stehe weiterhin nach wie vor im Visier islamistischer Terroristen.

### Rundfunkbeitrag
Im Rahmen der hohen Inflation nach dem russischen Überfall auf die Ukraine 2022 forderte Müller zur Entlastung der Bürger eine Aussetzung des Rundfunkbeitrages. Damit könnten die Bürger um zwei Milliarden Euro entastet werden.

### Schließung des Jugendkanals Funk
Im Sommer 2023 forderte Müller in der Bild-Zeitung, den Jugendkanal Funk zu schließen. Zuvor hatte das Funk-Format „Die da oben“ eine Instagram-Story verbreitet, in der es hieß: „Björn Höcke, Alice Weidel, Friedrich Merz und Markus Söder haben was gemeinsam: Sie sind rechts“ und in der mithilfe eines Politikwissenschaftlers verschiedene Aspekte rechter Politik beleuchtet und eine Einordnung unterschiedlicher Parteien vorgenommen wurde. Nachdem die Story durch die Nennung Markus Söders neben einem gesichert als rechtsextrem geltenden AfD-Politiker empörte Reaktionen seitens der Union ausgelöst hatte, bat die ARD mehrfach um Entschuldigung. Müller erklärte in diesem Zusammenhang, die „sich ständig wiederholenden Entgleisungen des ARD/ZDF-Angebots ‚funk‘“ müssten „endlich Konsequenzen nach sich ziehen“. Er erklärte weiterhin, da „keine Besserung der journalistischen Standards in Sicht“ sei, müsse ‚funk‘ eingestellt werden. „Formate für linke politische Agitation“ dürften „nicht von Zwangsgebühren finanziert werden“. Wenn ARD und ZDF hier nicht selbst handelten, müsse ein neuer Medienstaatsvertrag das regeln. Der Medienjournalist Stefan Niggemeier kritisierte daraufhin, dass Müllers „Einmischung“ sich mit dem „Prinzip der Staatsferne“ nicht vereinbaren lasse.